# Churchill Cup 2009
La Churchill Cup 2009 fu la 7ª edizione della Churchill Cup, torneo internazionale di rugby a 15 organizzato annualmente dall'International Rugby Board.
L'edizione venne organizzata negli Stati Uniti d'America a giugno e disputata in Colorado. Per la fase a gironi venne utilizzato l'Infinity Park della città Glendale, mentre le finali furono disputate al Dick's Sporting Goods Park di Commerce City. Rispetto all'edizione precedente, la Scozia A, disputante l'IRB Nations Cup, venne sostituita dall'invitata nazionale maggiore della Georgia.
Ad aggiudicarsi la coppa fu l'Irlanda A, che riuscì a conquistare la prima storica affermazione nel torneo sconfiggendo in finale l'England Saxons.

## Squadre partecipanti
| Girone A                       | Girone B                                                          |
| ------------------------------ | ----------------------------------------------------------------- |
| - Canada - Georgia - Irlanda A | - Argentina A (Argentina Jaguares) - England Saxons - Stati Uniti |

## Fase a gironi

### Girone A
| Data      | Incontro            | Risultato | Sede     |
| --------- | ------------------- | --------- | -------- |
| 6-6-2009  | Canada — Georgia    | 42–10     | Glendale |
| 10-6-2009 | Canada — Irlanda A  | 19–30     | Glendale |
| 14-6-2009 | Georgia — Irlanda A | 5–40      | Glendale |

#### Classifica
|    | Squadra   | G | V | N | P | PF | PS | diff. | BM | BS | PT |
| -- | --------- | - | - | - | - | -- | -- | ----- | -- | -- | -- |
| A1 | Irlanda A | 2 | 2 | 0 | 0 | 70 | 24 | +46   | 2  | 0  | 10 |
| A2 | Canada    | 2 | 1 | 0 | 1 | 61 | 40 | +21   | 1  | 0  | 5  |
| A3 | Georgia   | 2 | 0 | 0 | 2 | 15 | 82 | –67   | 0  | 0  | 0  |

### Girone B
| Data      | Incontro                     | Risultato | Sede     |
| --------- | ---------------------------- | --------- | -------- |
| 6-6-2009  | England Saxons — Argentina A | 28–20     | Glendale |
| 10-6-2009 | Stati Uniti — Argentina A    | 14–35     | Glendale |
| 14-6-2009 | Stati Uniti — England Saxons | 17–56     | Glendale |

#### Classifica
|    | Squadra        | G | V | N | P | PF | PS | diff. | BM | BS | PT |
| -- | -------------- | - | - | - | - | -- | -- | ----- | -- | -- | -- |
| B1 | England Saxons | 2 | 2 | 0 | 0 | 84 | 37 | +47   | 1  | 0  | 9  |
| B2 | Argentina A    | 2 | 1 | 0 | 1 | 55 | 42 | +13   | 0  | 0  | 4  |
| B3 | Stati Uniti    | 2 | 0 | 0 | 2 | 31 | 91 | –60   | 0  | 0  | 0  |

## Finali

### FinaleBowl
| Arbitro: | Greg Garner |

|                                 |      |                        |
| Usasz 9’ Emerick 43’ Hawley 77’ | mt   | 30’ Todua              |
| Hercus 10’, 44’                 | tr   | 31’ Kvirikashvili      |
| Hercus 13’, 54’, 60’, 65’       | c.p. | 15’, 58’ Kvirikashvili |

### FinalePlate
| Arbitro: | Peter Fitzgibbon |

|                                    |      |                                                               |
| Evans 22’, 29’ v.d. Merwe 65’, 70’ | mt   | 5’ Creevy 14’ Merello 19’ Urdapilleta 48’ de Vedia 54’ Campos |
| Pritchard 30’, 66’ v.d. Merwe 71’  | tr   | 5’, 15’, 20’, 49’, 55’ Urdapilleta                            |
| Pritchard 3’                       | c.p. | 53’, 62’, 70’ Urdapilleta                                     |

### FinaleCup
| Arbitro: | Matt Goddard |

|                        |      |                                                                |
| Woods 43’ Vardnell 79’ | mt   | 14’ Toner 24’ Boss 41’ Cronin 55’ Jones 60’ Murphy 75’ Muldoon |
|                        | tr   | 15’ Sexton 25’ Ronan 42’, 61’, 76’ McFadden                    |
| Myler 3’, 5’, 19’, 30’ | c.p. | 8’ Sexton 65’ McFadden                                         |
|                        | drop | 36’ Sexton                                                     |